# Chantal Thomass

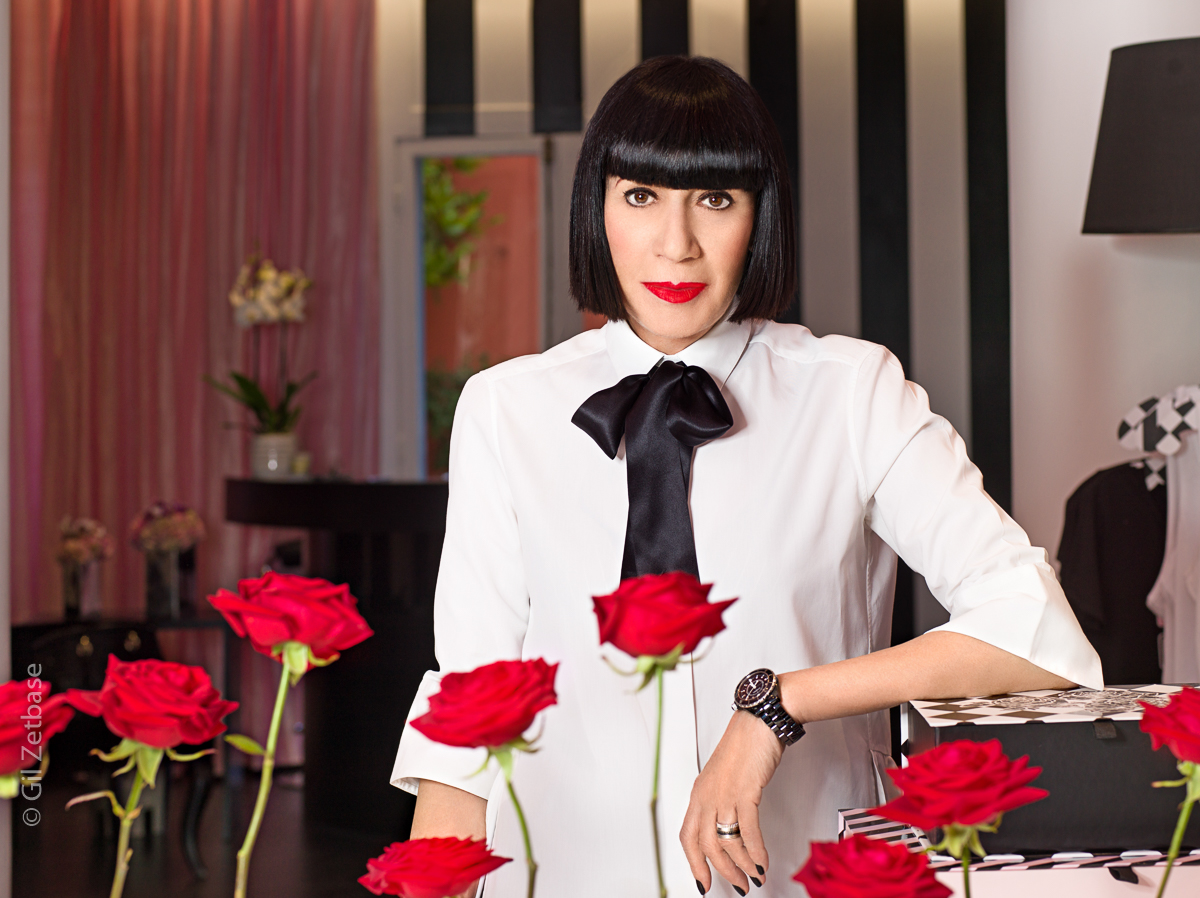
Chantal Thomass.

Chantal Thomass är ett franskt damunderklädesföretag, grundat av den franska designern Chantal Thomass (född 1947). Till att börja med skapade hon sina mycket moderiktiga och feminina underkläder som en bisyssla, men underkläderna rönte sådan framgång att hon 1975 lanserade en oberoende underklädeskollektion. Underkläderna blev ett måste för kvinnor som tycker om dyra, exklusiva tyger.